# Сосенко Костянтин Федорович
Костянтин Федорович Сосенко (нар. 26 вересня 1969, м. Кіровоград, СРСР) — український футболіст та футбольний агент, виступав за національну збірну Туркменістану. У 1996 та 1997 роках грав у фінальних матчах Кубка України. 
Один з перших в Україні став ліцензованим футбольним агентом. Один з найкращих футбольних агентів України. Засновник футбольної агенції "С.В.С." (www.10000.com.ua). Серед клієнтів агенції — Віталій Рева, Володимир Гоменюк, Олександр Ковпак, Сергій Симоненко, Євген Чеберячко, Павло Пашаєв, Андрій Хомин, Сергій Силюк, Дмитро Шастал та інші гравці.
Співзасновник футбольної агенції KS-CONSULTORIA DE FUTEBOL.
Брав безпосередню участь у переході бразильця Вітіньо до київського Динамо. 